# Бей (округ, Флорида)
Бей (англ. Bay County) — округ в штате Флорида Соединённых Штатов Америки. По оценке бюро переписи населения США в 2016 году население округа составляло 183 974 человек. Окружной центр — город Панама-Сити.
Округ известен своими пляжами белого песка с кристально-голубой водой, где круглый год резвятся стаи дельфинов. Сотни тысяч туристов со всего мира ежегодно посещают эти пляжи.

## История
12 февраля 1913 года представители пяти городов, расположенных у бухты Сент-Андру, собрались в Панама-Сити, чтобы выбрать название вновь образуемому округу. Его было решено назвать Бей, поскольку это название удовлетворяло большинство жителей и точно отражала сущность района (bay на английском — бухта). 1 июля 1913 года легислатурой Флориды (нижняя палата парламента штата) было объявлено о создании округа Бей, включившего в себя части территорий округов Вашингтон, Калхун и Уолтон.

## Галерея
- Вход в бухту Сент-Андру
- Мост Hathaway
- Пляж (март 2006 года)